# Chissay-en-Touraine
Chissay-en-Touraine település Franciaországban, Loir-et-Cher megyében. Lakosainak száma 1076 fő (2022. január 1.). Chissay-en-Touraine Chisseaux, Souvigny-de-Touraine, Faverolles-sur-Cher, Montrichard-Val-de-Cher, Saint-Georges-sur-Cher és Vallières-les-Grandes községekkel határos.

## Népesség
A település népességének változása:
| Lakosok száma | 856  | 846  | 871  | 1020 | 1164 | 1168 | 1127 | 1080 | 1075 | 1076 |
|               | 1968 | 1982 | 1990 | 2006 | 2013 | 2015 | 2017 | 2019 | 2020 | 2022 |